# Myrbærholmen (Austevoll)
Ne doit pas être confondu avec Myrbærholmen.
Myrbærholmen est une île norvégienne du comté de Hordaland appartenant administrativement à Austevoll.

## Description
Rocheuse et désertique, elle s'étend sur environ 350 m de longueur pour une largeur approximative de 364 m. 